# 核魚雷

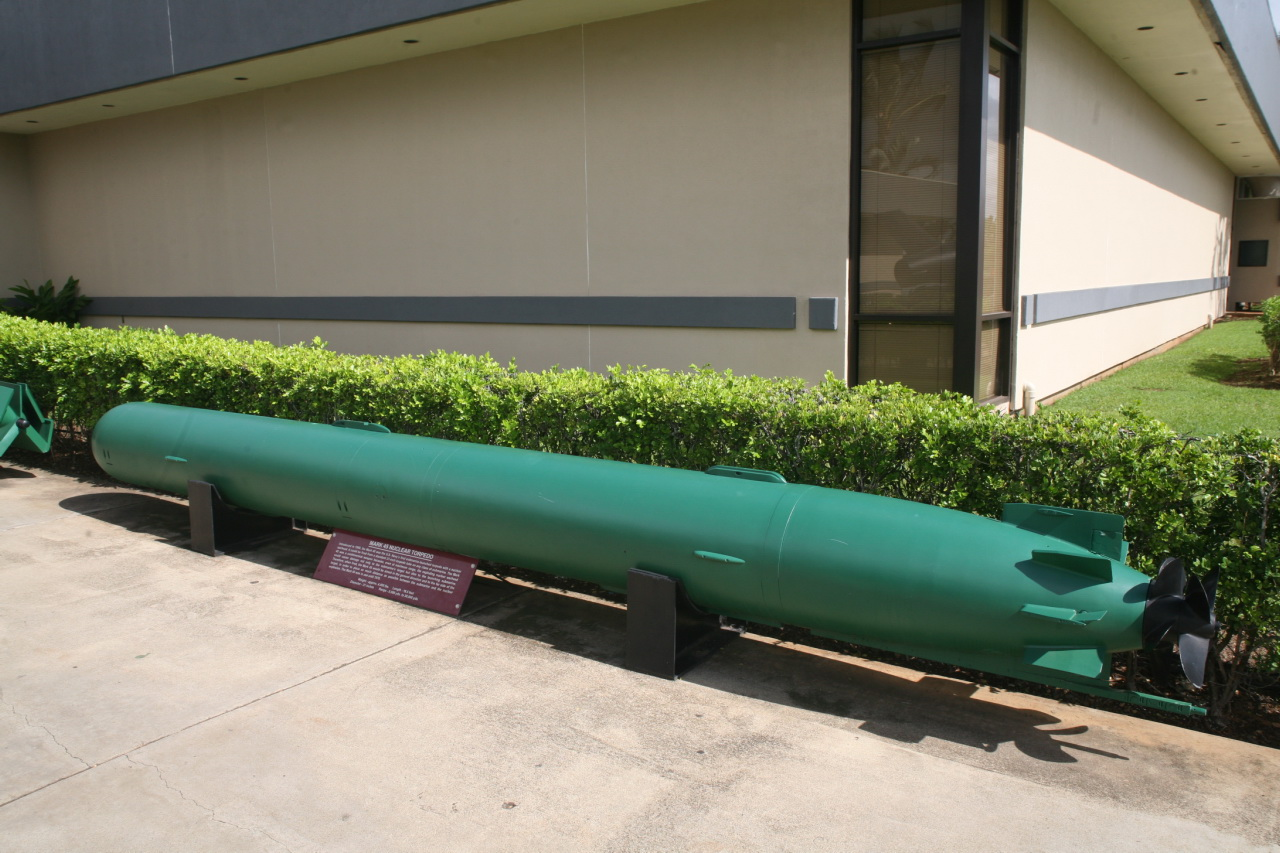
美國海軍的MK45核魚雷

核魚雷為一種核子武器，採用核彈頭或核動力的魚雷，用於打擊敵方水上水下目標，或鄰近海岸目標，但因戰術價值理由並未有核動力卻搭配傳統炸藥彈頭的魚雷問世。

## 歷史
從核武器問世以來核魚雷的概念幾乎同時出現，一發就能消滅敵軍大批艦隊的武器具有大的誘惑性，吸引各國去研發。魚雷在水中航行有搭載重型核彈頭的可能，同時船艦航行速度較慢，尤其越重火力的船艦甚至航母速度越慢，核爆後輻射物又在水中阻隔，水中核爆又有隱蔽否認的可能性避免國際輿論抨擊，多因素造成有其實戰價值，相比空對空核飛彈的價值就較低，飛彈載重量小而目標飛機移動又快，核爆物質又會散於空氣可能威脅本國國民。
美軍1960年代就首先披露Mark 45核魚雷搭載 W34核彈頭，用以對抗蘇聯核潛艇，因為核武的大爆炸區域毀滅特性使其不必精確探測瞄準敵方難捕捉的潛艇，射程有13公里，最終估計美軍有上千枚核魚雷。之後俄國也服役了相對應的T-5 (RDS-9)核魚雷。
冷戰結束後相當長時間核魚雷逐漸淡出軍事界的視野，世界上戰爭以低強度戰爭或非對稱戰爭為主，大規模重型艦隊海戰已不太可能。然而2013年起俄美關係急速惡化，克里米亞事件後俄羅斯政府與多數民眾對於與西方和美國放棄對抗平等友好相處的幻想破滅，認知圍堵與反圍堵的博弈永遠不會消失，任何有可能挑戰美國地位的國家終究都會被敵視。為了因應美國反導系統在多國部署，意圖將俄羅斯核武無效化的企圖，2015年11月俄方以新聞畫面意外洩密的方式昭告一款巨型核魚雷的存在。
央視專題報導影片中該核魚雷實驗代號為《海洋多用途系统‘情况-6’》由鲁宾设计局研發，直径1.6米，可由奥斯卡级核潜艇II型的改裝型(暫定代號09851)搭載六枚，射程達驚人的一萬公里，表明是核動力同時又搭載核彈頭的魚雷，並有人工智能自行規劃航線躲避偵查，已經可以算是無人自殺式核潛艇。該魚雷若是潛入港口一枚就能消滅一個大型海軍基地或重創沿海大城，也能攻擊海上的航母戰鬥群。且無法探測也無法防禦，俄國企圖以此武器宣告美軍耗巨資建立的空中反導防禦網等於無效。

## 已知武器
- 美國MK45核魚雷
- 俄國T-5核魚雷